# 頂寮 (彰化縣)
頂寮，原寫為頂藔，是臺灣彰化縣溪湖鎮的一個地名，位於該鎮北部偏西。相較於今日行政區，其範圍大致包括東寮里、西寮里。

## 歷史
台灣清治末期至日治初期，頂寮地區為一街庄，稱為「頂藔庄」，隸屬於二林上堡。該庄北與崙仔腳庄為鄰，東與四塊厝庄為鄰，南邊為溪湖庄、大突庄，西南邊一小段與三省庄為界，西邊為南勢埔庄。
1901年（日治明治三十四年）11月，全台廢縣廳改設二十廳，該庄隸屬於彰化廳。1903年（明治三十六年）6月，該庄編入「溪湖區」，隸屬於彰化廳。1909年（明治四十二年）10月，合併二十廳為十二廳，溪湖區改隸屬於臺中廳。1920年（大正九年），廢廳、支廳、區、街庄（舊制）改設州、郡、街庄（新制）、大字，該庄改制並雅化為「頂寮」大字，隸屬於臺中州員林郡溪湖庄。1938年，溪湖庄升格為溪湖街。
戰後溪湖街改制為溪湖鎮，隸屬於臺中縣，大字亦改制為里。1950年10月，中、彰、投分治，溪湖鎮改隸屬彰化縣。

## 聚落
本地區發展較早的聚落有內山藔、頂藔、胡厝，在日治期初期的官方地圖上已有記載。此外，本地區尚有西寮、莊厝等聚落。

## 交通
省道台19線（彰水路四段、東環路）又稱「中央公路」，是彰化至台南永康的幹道，大致以北微西—南微東走向轉縱向再轉北北西—南南東走向經過本地區東部。由該道路向北微西轉北可前往埔鹽、福興東南端、秀水、彰化等地，向南南東轉南南西再轉南繞過溪湖市區東側可前往埤頭、竹塘、二崙、崙背等地。
縣道135號（員鹿路四段～三段）是和美至溪湖的道路，大致以北北西—南南東走向蜿蜒經過本地區中部。由該道路向北北西可前往埔鹽、福興、鹿港、和美等地，向南南東轉南可前往溪湖市區南部並止於的縣道148號路口。
縣道146號（大溪路二段）是溪湖至大村犁頭厝的道路，大致以西南—東北走向經過本地區東南凸出部分。由該道路向西南轉西即止於溪湖市區東北部的省道台19線路口，向東北轉東可前往埔心北部、大村並止於犁頭厝聚落南側的縣道137號路口。
鄉道彰37線（員鹿路四段705巷）是西勢至山寮的道路，其東南側端點位於本地區北部偏西山寮聚落的縣道135號路口。由此向西南西出境後轉西北西可前往南勢埔中南部、三省北端、浸水東北部、牛埔厝、洪堀寮、菜園角的西勢聚落縣道135號另一路口。
鄉道彰43線（員鹿路西寮巷）是山寮至田中央的道路，其北側端點位於北部偏西山寮聚落鄉道彰37線終點路口略南的縣道135號路口。由此向南南西轉南微西出境後，可前往大突並止於其南部邊界地帶的縣道148號路口。

## 學校
- 溪湖國中